# Хайнрих фон Изенбург-Лимбург
Хайнрих фон Изенбург-Лимбург (на немски: Heinrich, Graf von Isenburg-Limburg; † 1279/15 януари 1280) е благородник от род Изенберг и господар на Изенбург в Клееберг и град Лимбург на Лан в Хесен.

## Произход
Той е син на граф Герлах I фон Лимбург († 1289) и съпругата му Имагина фон Близкастел († 1267/1281), дъщеря на граф Хайнрих фон Близкастел († 1237) и Агнес фон Сайн († 1259). Сестра му Имагина († 1318) е римско-немска кралица от 1292 до 1298 г., омъжена около 1270 г. за граф, по-късния немски крал Адолф фон Насау (1250 – 1298). Брат му Йохан I (1266 – 1312) поема управлението в Лимбург, става съветник на крал Адолф фон Насау.
Хайнрих фон Изенбург-Лимбург умира преди баща си през ок. 1279/1280 г.
- Замъкът Лимбург в Лимбург на Лан, Хесен
- Замъкът Клееберг

## Фамилия
Хайнрих фон Изенбург-Лимбург се жени за графиня Аделхайд фон Диц († сл. 1293), дъщеря на граф Лудвиг III фон Сарверден († сл. 1246) и Агнес фон Саарбрюкен († сл. 1261), дъщеря на граф Хайнрих I фон Цвайбрюкен († 1228) и принцеса Хедвиг от Лотарингия-Бич († сл. 1228). Te имат една дъщеря:
- Алайдис фон Изенбург-Лимбург († сл. 1293)